# San Cristóbal de Cuéllar
San Cristóbal de Cuéllar és un municipi de la província de Segòvia, a la comunitat autònoma de Castella i Lleó.